# 3-Tre
La 3-Tre è una pista sciistica situata a Madonna di Campiglio, in Italia. Il tratto conclusivo, detto Canalone Miramonti, è utilizzato per gare di slalom speciale di rilievo internazionale e ha ospitato varie tappe della Coppa del Mondo di sci alpino. Lo slalom tenuto sulla 3-Tre è ritenuto uno dei più spettacolari dell'intero circo bianco.

## Storia
3-Tre (3 gare in Trentino) è il nome di una competizione sciistica internazionale che si svolgeva in Trentino istituita nel 1950 e ispirato a tre prove che si disputavano in altrettante località della regione (Monte Bondone, Paganella e Folgaria); dal 1957 si disputa regolarmente a Madonna di Campiglio. La pista è stata inserita nel calendario della Coppa del mondo di sci alpino fin dalla stagione inaugurale, nel 1967, ha ospitato nel corso degli anni gare di tutte le discipline. Negli ultimi anni è sede fissa nel calendario di Coppa del Mondo con uno slalom speciale maschile in notturna nei giorni prima di Natale. Nel corso degli anni ha ospitato altre manifestazioni internazionali, come la Coppa Europa, il Campionati mondiali di snowboard 2001 e i Campionati mondiali di freestyle 2007.

## Tracciato
Il tracciato del Canalone Miramonti, sul quale si disputano le competizioni di sci alpino della Coppa del Mondo di sci alpino, risale al 1940 ed è stato ideato da Bruno Detassis e negli anni ha subito diverse modifiche. Oggi la prima parte è caratterizzata da un pendio poco ripido con alcuni dossi leggermente inclinato verso sinistra, che termina in un traverso verso sinistra, decisamente inclinato a destra verso il basso. Il traverso termina in curva verso destra immettendo sul muro, la parte più ripida e tecnica della pista costituita da 10 porte da cui è necessario portare quanta più velocità possibile per il piano finale che porta al traguardo.

## Albo d'oro
Di seguito sono riportati i podi delle gare di Coppa del Mondo che si sono disputate sulla 3-Tre.

### Uomini

#### Discesa libera
| Data             | Competizione         | Primo         | Secondo       | Terzo      |
| ---------------- | -------------------- | ------------- | ------------- | ---------- |
| 12 dicembre 1975 | Coppa del Mondo 1976 | Franz Klammer | Philippe Roux | Erik Håker |

#### Supergigante
| Data             | Competizione         | Primo           | Secondo           | Terzo             |
| ---------------- | -------------------- | --------------- | ----------------- | ----------------- |
| 22 dicembre 1982 | Coppa del Mondo 1983 | Michael Mair    | Hans Enn          | Pirmin Zurbriggen |
| 17 dicembre 1984 | Coppa del Mondo 1985 | Marc Girardelli | Pirmin Zurbriggen | Martin Hangl      |

#### Slalom gigante
| Data             | Competizione         | Primo              | Secondo          | Terzo               |
| ---------------- | -------------------- | ------------------ | ---------------- | ------------------- |
| 29 gennaio 1970  | Coppa del Mondo 1970 | Gustav Thöni       | Dumeng Giovanoli | Jean-Noël Augert    |
| 30 gennaio 1970  | Coppa del Mondo 1970 | Gustav Thöni       | Edmund Bruggmann | Jean-Noël Augert    |
| 9 gennaio 1971   | Coppa del Mondo 1971 | Henri Duvillard    | Patrick Russel   | Gustav Thöni        |
| 19 dicembre 1972 | Coppa del Mondo 1973 | David Zwilling     | Adolf Rösti      | Helmuth Schmalzl    |
| 1974             | non disputata        | non disputata      | non disputata    | non disputata       |
| 18 dicembre 1974 | Coppa del Mondo 1975 | Piero Gros         | Greg Jones       | Tino Pietrogiovanna |
| 14 dicembre 1975 | Coppa del Mondo 1976 | Engelhard Pargätzi | Ernst Good       | Piero Gros          |
| 1977             | non disputata        | non disputata      | non disputata    | non disputata       |
| 14 dicembre 1977 | Coppa del Mondo 1978 | Ingemar Stenmark   | Heini Hemmi      | Andreas Wenzel      |
| 1979             | non disputata        | non disputata      | non disputata    | non disputata       |
| 12 dicembre 1979 | Coppa del Mondo 1980 | Ingemar Stenmark   | Jacques Lüthy    | Bojan Križaj        |
| 9 dicembre 1980  | Coppa del Mondo 1981 | Ingemar Stenmark   | Aleksandr Žirov  | Gerhard Jäger       |

#### Slalom speciale
| Data             | Competizione         | Primo                  | Secondo                | Terzo                  |
| ---------------- | -------------------- | ---------------------- | ---------------------- | ---------------------- |
| 5 febbraio 1967  | Coppa del Mondo 1967 | Guy Périllat           | Louis Jauffret         | Léo Lacroix            |
| 1968-1969        | non disputata        | non disputata          | non disputata          | non disputata          |
| 31 gennaio 1970  | Coppa del Mondo 1970 | Henri Bréchu           | Gustav Thöni           | Dumeng Giovanoli       |
| 10 gennaio 1971  | Coppa del Mondo 1971 | Gustav Thöni           | Jean-Noël Augert       | Patrick Russel         |
| 17 marzo 1972    | Coppa del Mondo 1972 | Roland Thöni           | Alain Penz             | Andrzej Bachleda       |
| 17 dicembre 1972 | Coppa del Mondo 1973 | Piero Gros             | Gustav Thöni           | Christian Neureuther   |
| 1974             | non disputata        | non disputata          | non disputata          | non disputata          |
| 17 dicembre 1974 | Coppa del Mondo 1975 | Ingemar Stenmark       | Paolo De Chiesa        | Fausto Radici          |
| 1976             | non disputata        | non disputata          | non disputata          | non disputata          |
| 19 dicembre 1976 | Coppa del Mondo 1977 | Fausto Radici          | Piero Gros             | Gustav Thöni           |
| 13 dicembre 1977 | Coppa del Mondo 1978 | Ingemar Stenmark       | Klaus Heidegger        | Bojan Križaj           |
| 13 dicembre 1978 | Coppa del Mondo 1979 | Martial Donnet         | Peter Lüscher          | Christian Neureuther   |
| 11 dicembre 1979 | Coppa del Mondo 1980 | Ingemar Stenmark       | Bojan Križaj           | Paul Frommelt          |
| 9 dicembre 1980  | Coppa del Mondo 1981 | Ingemar Stenmark       | Paul Frommelt          | Bojan Križaj           |
| 9 dicembre 1981  | Coppa del Mondo 1982 | Phil Mahre             | Ingemar Stenmark       | Paolo De Chiesa        |
| 21 dicembre 1982 | Coppa del Mondo 1983 | Stig Strand            | Ingemar Stenmark       | Phil Mahre             |
| 20 dicembre 1983 | Coppa del Mondo 1984 | Ingemar Stenmark       | Robert Zoller          | Petăr Popangelov       |
| 16 dicembre 1984 | Coppa del Mondo 1985 | Bojan Križaj           | Andreas Wenzel         | Petăr Popangelov       |
| 16 dicembre 1985 | Coppa del Mondo 1986 | Jonas Nilsson          | Bojan Križaj           | Paul Frommelt          |
| 16 dicembre 1986 | Coppa del Mondo 1987 | Ivano Edalini          | Ingemar Stenmark       | Joël Gaspoz            |
| 16 dicembre 1987 | Coppa del Mondo 1988 | Alberto Tomba          | Rudolf Nierlich        | Bojan Križaj           |
| 11 dicembre 1988 | Coppa del Mondo 1989 | Alberto Tomba          | Marc Girardelli        | Michael Tritscher      |
| 1990             | non disputata        | non disputata          | non disputata          | non disputata          |
| 18 dicembre 1990 | Coppa del Mondo 1991 | Ole Kristian Furuseth  | Thomas Fogdö           | Marc Girardelli        |
| 17 dicembre 1991 | Coppa del Mondo 1992 | Finn Christian Jagge   | Alberto Tomba          | Thomas Fogdö           |
| 15 dicembre 1992 | Coppa del Mondo 1993 | Patrice Bianchi        | Alberto Tomba          | Thomas Sykora          |
| 20 dicembre 1993 | Coppa del Mondo 1994 | Jure Košir             | Alberto Tomba          | Finn Christian Jagge   |
| 1995             | non disputata        | non disputata          | non disputata          | non disputata          |
| 19 dicembre 1995 | Coppa del Mondo 1996 | Alberto Tomba          | Yves Dimier            | Konrad Kurt Ladstätter |
| 17 dicembre 1996 | Coppa del Mondo 1997 | Thomas Sykora          | Alberto Tomba          | Sébastien Amiez        |
| 1998-1999        | non disputata        | non disputata          | non disputata          | non disputata          |
| 13 dicembre 1999 | Coppa del Mondo 2000 | Finn Christian Jagge   | Benjamin Raich         | Thomas Stangassinger   |
| 19 dicembre 2000 | Coppa del Mondo 2001 | Mario Matt             | Heinz Schilchegger     | Rainer Schönfelder     |
| 10 dicembre 2001 | Coppa del Mondo 2002 | Bode Miller            | Giorgio Rocca          | Tom Stiansen           |
| 2003             | non disputata        | non disputata          | non disputata          | non disputata          |
| 15 dicembre 2003 | Coppa del Mondo 2004 | Ivica Kostelić         | Giorgio Rocca          | Manfred Pranger        |
| 2005             | non disputata        | non disputata          | non disputata          | non disputata          |
| 12 dicembre 2005 | Coppa del Mondo 2006 | Giorgio Rocca          | Benjamin Raich         | Kalle Palander         |
| 2007-2012        | non disputata        | non disputata          | non disputata          | non disputata          |
| 18 dicembre 2012 | Coppa del Mondo 2013 | Marcel Hirscher        | Felix Neureuther       | Naoki Yuasa            |
| 2014             | non disputata        | non disputata          | non disputata          | non disputata          |
| 22 dicembre 2014 | Coppa del Mondo 2015 | Felix Neureuther       | Fritz Dopfer           | Jens Byggmark          |
| 22 dicembre 2015 | Coppa del Mondo 2016 | Henrik Kristoffersen   | Marcel Hirscher        | Marco Schwarz          |
| 22 dicembre 2016 | Coppa del Mondo 2017 | Henrik Kristoffersen   | Marcel Hirscher        | Stefano Gross          |
| 22 dicembre 2017 | Coppa del Mondo 2018 | Marcel Hirscher        | Luca Aerni             | Henrik Kristoffersen   |
| 22 dicembre 2018 | Coppa del Mondo 2019 | Daniel Yule            | Marco Schwarz          | Michael Matt           |
| 8 gennaio 2020   | Coppa del Mondo 2020 | Daniel Yule            | Henrik Kristoffersen   | Clément Noël           |
| 22 dicembre 2020 | Coppa del Mondo 2021 | Henrik Kristoffersen   | Sebastian Foss Solevåg | Alex Vinatzer          |
| 22 dicembre 2021 | Coppa del Mondo 2022 | Sebastian Foss Solevåg | Alexis Pinturault      | Kristoffer Jakobsen    |
| 22 dicembre 2022 | Coppa del Mondo 2023 | Daniel Yule            | Henrik Kristoffersen   | Linus Straßer          |
| 22 dicembre 2023 | Coppa del Mondo 2024 | Marco Schwarz          | Clément Noël           | Dave Ryding            |
| 8 gennaio 2025   | Coppa del Mondo 2025 | Albert Popov           | Loïc Meillard          | Samuel Kolega          |

#### Combinata
| Data             | Competizione         | Primo             | Secondo              | Terzo          |
| ---------------- | -------------------- | ----------------- | -------------------- | -------------- |
| 16 dicembre 1979 | Coppa del Mondo 1980 | Peter Lüscher     | Andreas Wenzel       | Anton Steiner  |
| 14 dicembre 1980 | Coppa del Mondo 1981 | Peter Müller      | Leonhard Stock       | Andreas Wenzel |
| 13 dicembre 1981 | Coppa del Mondo 1982 | Phil Mahre        | Andreas Wenzel       | Even Hole      |
| 22 dicembre 1982 | Coppa del Mondo 1983 | Pirmin Zurbriggen | Christian Orlainsky  | Franz Gruber   |
| 20 dicembre 1983 | Coppa del Mondo 1984 | Andreas Wenzel    | Thomas Bürgler       | Alex Giorgi    |
| 17 dicembre 1984 | Coppa del Mondo 1985 | Andreas Wenzel    | Thomas Stangassinger | Max Julen      |

### Donne

#### Slalom gigante
| Data             | Competizione         | Primo         | Secondo        | Terzo              |
| ---------------- | -------------------- | ------------- | -------------- | ------------------ |
| 15 dicembre 1977 | Coppa del Mondo 1978 | Hanni Wenzel  | Monika Kaserer | Lise-Marie Morerod |
| 1979-1984        | non disputata        | non disputata | non disputata  | non disputata      |
| 15 dicembre 1984 | Coppa del Mondo 1985 | Marina Kiehl  | Maria Walliser | Zoë Haas           |

#### Slalom speciale
| Data             | Competizione         | Primo         | Secondo          | Terzo               |
| ---------------- | -------------------- | ------------- | ---------------- | ------------------- |
| 14 dicembre 1984 | Coppa del Mondo 1985 | Dorota Tlałka | Brigitte Gadient | Christelle Guignard |
| 1986-2003        | non disputata        | non disputata | non disputata    | non disputata       |
| 16 dicembre 2003 | Coppa del Mondo 2004 | Anja Pärson   | Laure Pequegnot  | Nicole Hosp         |
| 17 dicembre 2003 | Coppa del Mondo 2004 | Nicole Hosp   | Anja Pärson      | Marlies Schild      |